# 札幌市立清田中学校
札幌市立清田中学校（さっぽろしりつ きよたちゅうがっこう）は、 札幌市清田区清田3条3丁目にある公立中学校。

## 沿革
- 1947年 - 札幌郡豊平町立月寒中学校厚別（あしりべつ）分校として開校[1]
- 1948年 - 豊平町立厚別中学校として独立[1]
- 1955年 - 独立校舎完成
- 1957年 - 玄関・体育館落成
- 1958年 - 開校10周年記念式典
- 1961年 - 札幌市合併により札幌市立厚別中学校と改称[1]
- 1964年 - 新校舎完成
- 1967年 - 屋内体育館完成
- 1972年 - 白石区厚別（あつべつ）（現厚別区）との混同を避けるため札幌市立清田中学校へ校名変更[1]。校章及び校歌の一部を改定し、校旗を制定する
- 1977年 - 札幌市立北野中学校新設に伴い一部生徒移籍。開校30周年記念行事実施
- 1980年 - 女子バスケットボール部全国大会初出場
- 1981年 - 鉄筋四階校舎増築完成
- 1982年 - グランド拡張、造成整備作業完了。 女子バスケットボール部、3年連続全国大会出場、ベスト8に進出
- 1983年 - 歩くスキーコース完成
- 1985年 - 札幌市立平岡中学校新設に伴い一部生徒移籍。新校舎落成、モニュメント(飛翔への胎動)建立
- 1988年 - 開校40周年記念式典
- 1998年 - 開校50周年記念式典
- 2008年 - 開校60周年記念式典
- 2011年 - 女子バスケットボール部、全国大会出場、ベスト16に進出。ウインドオーケストラ部(現吹奏楽部)、全日本吹奏楽コンクールに出場、銀賞受賞
- 2012年 - 女子バスケットボール部、全国大会出場、ベスト16に進出。ウインドオーケストラ部、全日本吹奏楽コンクールに出場、銀賞受賞
- 2017年 - 吹奏楽部、全日本吹奏楽コンクールに出場、銀賞受賞
- 2018年 - 開校70周年記念式典。吹奏楽部、全日本吹奏楽コンクールに2年連続出場、銅賞受賞

## 教育目標
- 深く考え、粘り強く実践する生徒
  - 学び方を身につける
  - 美しい心を育てる
  - たくましい体力をつくる

## 部活動
女子バスケットボール部が、全国大会に9回出場している。また、男子バスケットボール部、サッカー部、陸上部、水泳部、体操部、吹奏楽部（旧ウインドオーケストラ部）なども全国大会への出場経験がある。

## 出身者
- 紙智子（政治家・参議院議員、1970年卒）
- 北村優子（歌手・女優、1975年卒）
- 島本和彦（漫画家、1977年卒）
- 春風亭柏枝（落語家、1990年卒）
- 石田祐樹（サッカー選手、1996年卒）